# Adriaan van Borselen
Adriaan van Borselen of Borssele (14?? - 6 juni 1468) was een Zeeuwse edelman en heer van Brigdamme, Brouwershaven, Souburg, Zoutelande, Duiveland en Popkensburg. Hij stond in hoge aanzien bij het Bourgondische Huis waar hij diverse functies vervulde als raadsheer, slotvoogd en veldmaarschalk.

## Levensloop
Hij was een zoon van Jacob van Borselen en Anna van Henin-Bossu. Hij wordt voor het eerst vermeld na de slag bij Brouwershaven in 1426, waar hij zich moedig had gedragen en door Filips de Goede tot ridder werd verheven. Zijn vader Jacob van Borselen sneuvelde echter bij deze veldslag. In 1444 is hij kastelein van Gouda. Hij werd in 1445 te Gent verheven tot ridder van het Gulden vlies. Is in 1453 kapitein van Biervliet.
In 1452 verpachtte graaf Filips de Goede de steden Vlissingen, Westkapelle en Domburg voor negen jaar aan Adriaan, voornamelijk om ze uit handen van de heer van Veere, Hendrik II van Borselen, te houden. Een jaar later in 1453 verpande Filips deze steden echter aan Hendrik. Adriaan mocht voor het resterende deel van de negen jaar de steden in pacht houden maar nu van de heer van Veere in plaats van de graaf.
In 1456 kreeg Van Borselen het opperbevel van het Bourgondische leger van Filips III van Bourgondië, dat orde op zaken moest stellen in het Sticht tijdens de Utrechtse Oorlog (1456-1458). Hij moest er voor zorgen dat bisschop David van Bourgondië weer grip op zijn burgers kreeg. In 1457 veroverde hij dan ook Amersfoort en Rhenen op de tegenstanders van de bisschop en ook het kasteel ter Horst werd door middel van een list heroverd. In 1462 toen er een ruzie was tussen vader Filips en zoon Karel van Bourgondië, stond Adriaan als een van de weinigen aan de kant van Karel. Volgens geschiedschrijver "Abraham Kemp" zou Karel uit dank Van Borselen tot heer van Arkel hebben benoemd met daarbij het vruchtgebruik van Asperen. In 1464 werd hij benoemd tot slotvoogd van Bergen (Mons) in Henegouwen.

## Huwelijk
In circa 1445 huwde hij met Maria van Cats. Het huwelijk bleef kinderloos. Na haar overlijden trouwde hij tussen 1 en 5 december 1457 te Le Quesnoy met Anna van Bourgondië, een bastaarddochter van Filips III van Bourgondië. Ook dit huwelijk bleef kinderloos.